# Acetylperoxygruppe

Acetylperoxygruppe (blau markiert) in Peressigsäure.

Die Acetylperoxygruppe, abgekürzt AcOO oder OOAc, ist eine funktionelle Gruppe, die sich von der Peressigsäure ableitet (siehe Abbildung). Sie setzt sich formal aus einer Acetylgruppe und einer Peroxidgruppe zusammen und unterscheidet sich von der Acetoxygruppe CH3-C(=O)-O- (AcO) durch ein zusätzliches Sauerstoffatom.